# Agrostis arrecta
Agrostis arrecta é uma espécie de gramínea do gênero Agrostis, pertencente à família Poaceae.